# Famille Milliet
Pour les articles homonymes, voir Milliet.
Cette page explique l’histoire ou répertorie les différents membres de la famille Milliet.
La famille Milliet, parfois appelée à tort Millet, est une famille savoyarde originaire du Genevois. Famille de robe, anoblie par charges, elle se divise en trois branches : la branche des marquis de Faverges (1644), subsistante, la branche des marquis de Challes (1679), éteinte en 1777, et la branche des marquis d'Arvillars (1678), éteinte en 1909.
La famille Milliet a donné notamment trois juge-mages de Faucigny, des membres ont occupé de hautes charges au Sénat et de la Chambre des Comptes du duché de Savoie ; elle a donné également plusieurs prélats, dont des évêques de Maurienne et deux archevêques de Tarentaise. Elle s'est particulièrement illustrée par Louis Milliet (1527-1599), premier président du Sénat et Grand chancelier de Savoie.

## Armes
|  | « D'azur au chevron d'or, chargé d'un chevron de gueules, accompagné de trois étoiles d'or deux en chef, et une en pointe. »,. - Supports : Deux griffons de sinople - Cimier : Trois têtes d'hydre |

|  | « Écartelé, aux 1e et 4e d'argent à la fasce de gueules côtoyée de deux filets de même et à deux lions de sinople armés et lampassés d'or, l'un issant du filet en chef, l'autre issant de la pointe; aux 2e et 3e de gueules, à la bande d'argent, côtoyée de deux cotices de même ; sur le tout d'azur au chevron d'or vuidé de gueules, accompagné de trois étoiles d'or, et à une hydre à trois têtes de sinople couronnées et languées de gueules, naissante en chef.. » Devise : Vigili prudentia servor,. |

## Histoire
La famille Milliet trouve son origine dans le Genevois, où deux villes sont avancées comme berceau. Le comte Amédée de Foras, dans son Armorial et nobiliaire de l'ancien duché de Savoie tome IV (1900-1910), indique qu'elle « descend d'une famille de l'ancienne et riche bourgeoisie [marchande] de Rumilly, investie de fonctions notariales dès le XIVe siècle, dont un rameau anobli par charges et d'autres rameaux anoblis par patentes, subsistèrent dans leur ville natale jusqu'au milieu du XVIIe siècle ». Une notice dans Mémoires et documents publiés par la Société savoisienne d'histoire et d'archéologie (1952) indique : « Issue de la bourgeoisie marchande de Rumilly, la famille Milliet fut investie de fonctions notariales dès 1320 ». Jean Milliet, notaire en 1380, appartenait aux familles bourgeoises de Rumilly. J-B-G. Galiffe dans son Armorial genevois (1896) indique que Pierre Milliet, de Rumilly en Albanais dans le Genevois, notaire en 1478, fut reçu bourgeois de Genève le 10 mars 1487 (il fut reçu bourgeois gratuitement). Le curé de Chapeiry, Joseph-Antoine Besson, dans son Histoire généalogique de l'illustre famille Milliet, rédigée en 1750, relève que « cette famille avait droit de bourgeoisie dans Genève, où elle faisait autrefois sa demeure ; son tombeau était dans l'église Notre-Dame-la-Neuve » (devenue l'Auditoire de Calvin, près de la cathédrale saint-Pierre). Lors du passage de la cité à la Réforme (début du XVIe siècle), la famille, de confession catholique et partisane de la maison de Savoie, quitte la ville et se retire à Bonneville. André Borel d'Hauterive, dans son Annuaire de la Noblesse de France et des Maisons souveraines (1861), écrit que cette famille est originaire de Genève et s'expatrie pour rester fidèle à la religion de ses pères.
Sur les divergences concernant le lieu d'origine de la famille Milliet, Amédée de Foras écrit : « La confusion faite à propos de l’origine genevoise du juge mage Pierre est facile à expliquer. Il avait acheté une maison, avec jardin et places, à Genève, près de Notre-Dame-la Neuve provenant des nobles de Saint-Germain. Il s’intitulait  citoyen de Genève, où fut sa principale demeure (…) Les nobles Milliet sont donc d’origine purement savoyarde et rumillienne ».
Henri Jougla de Morenas, dans le Grand Armorial de France (1948), écrit que cette famille est connue depuis Jean Milliet, notaire à Rumilly, en 1360 et qu'elle remonte sa filiation à Jacques Milliet, trouvé en 1482.
L'archiviste Gabriel Pérouse, décrivant la maison forte de Challes, indique qu'elle a été acquise par une « famille nouvelle », les Milliet. Il indique que le fils d'un bourgeois de Rumilly de la fin du XVe siècle, docteur en droit et juge-mage de Faucigny, s'installe dans une maison à Chambéry en 1554. Le fils de ce dernier est le magistrat Louis Milliet, qui sera premier président au Sénat de Savoie et grand chancelier ducal.
Au cours du XVIe siècle, la famille compte trois juges-mages de Faucigny, Pierre Milliet (encore vivant en 1512),, qui accède à la noblesse par la charge de juge-mage du Faucigny en 1478, et ses deux fils Claude Milliet (1517-1522), puis Charles-Amblard Milliet (1517/20-1543),. Ce même Claude Milliet obtient une promotion plutôt exceptionnelle en devenant « collatéral au Conseil résident de Chambéry », au cours de l'année 1522. Ces trois personnages sont qualifiés de noble, — d'autres expressions sont également d'usage spectable messire, voire magnifique seigneur pour Claude, dans différents documents —, à la suite de l'obtention de la charge de juge-mage de Faucigny, dès 1478.
À la suite de Louis Milliet, la famille Milliet s'implante notamment à Challes où une maison est acquise, ainsi que des terres, ayant appartenu à famille de Challes, éteinte en 1561, et obtenant une certaine influence. Le second fils de Louis Milliet, Hector, est à l'origine de la branche des Milliet de Challes. C'est pour lui d'ailleurs que la seigneurie sera érigée en baronnie, en 1618.

## Généalogie
Joseph-Antoine Besson, dans une généalogie manuscrite rédigée au milieu du XVIIIe siècle et publiée en 1864, donne pour les deux premiers degrés :
- Étienne Milliet, gouverneur de Martigny en 1260 au château de la Bâtiaz (?) pour le comte de Savoie. ⚭ Marguerite de Livron, dont :
- Antoine Milliet, maître d'hôtel de Jean-Louis de Savoie, évêque de Genève. ⚭ Jeanne de Houlande de Crescherel.

Amédée de Foras, en désaccord avec cette filiation, écrit dans le tome IV de l'Armorial et nobiliaire de l'ancien duché de Savoie (publié en 1900, après sa mort) : « Tous les écrivains qui se sont occupés de cette famille ont suivi les errements des preuves de Malte. Ces preuves remontent à Pierre Milliet, juge mage à Faucigny en 1478 qui serait originaire de Genève ; fils de noble Antoine Milliet, maître d’hôtel de Jean-Louis de Savoie, évêque de Genève (lequel Antoine aurait codicillé le 7 août 1476 et suivant Comnène serait mort à Turin le 11 juin 1482) et de Jeanne de Crescherel; petit-fils de noble Etienne Milliet, capitaine au château de Martigny en 1385 et de Marguerite de Livron (…) qu’il aurait épousé par contrat dotal du 15 mars 1485. L’abbé de Comnène, dans ses manuscrits, Besson lui-même dans une première généalogie de cette famille, ont admis cette origine. Mais ce dernier auteur, si connu par son indépendance, ayant eu connaissance des archives du marquis de Faverges en 1752, déclare (manuscrit Besson dit de Boijeat) y avoir trouvé bien des instructions, et, pour rendre hommage à la vérité, ne pouvoir faire remonter la noblesse des Milliet, qu’à Pierre plus haut nommé, lequel était de Rumilly en Albanais. Besson affirme que le codicille d’Antoine (7 août 1476) est un acte supposé; il a vu deux actes authentiques du 5 octobre 1482 et du 3 août 1483 prouvant que Pierre, juge mage de Faucigny, était fils de Jacques Milliet de Rumilly. Il est surprenant que la bonne foi des chevaliers enquêteurs de 1578 ait été surprise, mais ils n’étaient pas de fin paléographes et j’accepte l’affirmation de Besson – en regrettant que les actes visés n’aient pas passé entre mes mains – d’autant plus que les meilleurs indices en confirment l’absolue exactitude. En note il précise : « Pour essayer de faire concorder cette date (1385) avec celle du codicille de son fils (1476), l'on avance qu'Antoine vécu cent-onze ans, mais cette concordance est loin de pouvoir exister (…) Il faut bien noter que l’existence de nobles Étienne et de noble Antoine, prétendus aïeul et père de Pierre, n’était inscrite qu’ad honorem ».
Selon Amédée de Foras, le premier membre connu de cette famille est Jean Milliet, notaire et bourgeois de Rumilly en 1360, marié à une femme dont le nom n'est pas connu, puis en secondes noces à Nicolette ; et la filiation prouvée par des actes de 1482 et 1483 commence avec Jacques Milliet.
Amédée de Foras établit la filiation suivante de la famille Milliet: 
- Jacques Milliet, ⚭ N.N., 5 enfants, dont[20]. En 1456, on trouve Jacques Milliet, notaire à Rumilly[21] :
  - Pierre Milliet, de Rumilly († avant décembre 1520), juge mage de Faucigny en 1478, conseiller des ducs de Savoie Philibert II puis Charles II et autres, leurs successeurs, et encore de Jean-Louis de Savoie, évêque de Genève[16], bourgeois de Rumilly, de  Bonneville, et citoyen de Genève, il est qualifié noble Pierre Milliet[12]. ⚭ 1) en 1475 Amblarde Gavit dont six filles et deux fils : Charles-Amblard et Claude qui suivent ; ⚭ 2) Jacquemine de Benevix, sans enfant[20]. 
    - Charles-Amblard Milliet (ap. 1475-1543), fils du précédent ; qualifié noble ou encore spectable messire[Note 1]. Après des études de droit, il devient juge-mage de Faucigny (1517/20-1535), également juge-mage de Chablais (1517, 1528 et 1530). ⚭ (18 novembre 1518) Claudine de Gerbais, dont il a deux enfants, François et Marguerite. Il a également un enfant naturel. François en partance pour l'étranger lègue à son oncle, Claude, tous ses biens en 1545[12],[23],[20].
    - Claude Milliet (ap. 1475-1554), frère du précédent ; qualifié noble, spectable messire, citoyen de Genève. Après avoir reçu la tonsure, il entreprend des études de droit et devient docteur de l'université de Turin en 1515, recteur de cette Université. Il fut conseiller au Parlement français. Juge-mage de Faucigny, ambassadeur du duc auprès des Suisses en 1512. Il est inhumé en l'église Sainte Marie de Chambéry. ⚭ 1) Jeanne de Gerbaix (sans postérité) ; ⚭ 2) Jehanne Polixène de Lambert (12 enfants), dont[12],[24],[20] :
      - Louis Milliet (1527-1599), jurisconsulte, premier président du Sénat de Savoie, Grand chancelier et ambassadeur. Il acheta la seigneurie de Faverges en 1569 érigées en baronnie le 19 janvier 1572 puis la seigneurie Challes en 1595[20],[25]. ⚭ Françoise Baÿ (13 enfants)[20], dont :
        - Philibert François Milliet de Faverges (1561-1625), évêque et prince de Maurienne en 1591, abbé d'Aulps en 1593, conseiller d'État, archevêque de Turin (1618)[20].
        - François-Amédée Milliet (1559-1631), baron puis comtes (1609) de Faverges. Conseiller d'État, premier référendaire ordinaire et maître des requêtes. ⚭ 1) Charlotte de Cambiano (2 enfants), ⚭ 2) Jeanne Costa d'Arignano (plusieurs enfants). Il est l'auteur de la branche des marquis de Faverges[20] qui est subsistante[26]
        - Hector Milliet (1568-1642), baron de Challes (1618) et baron d'Arvillars , premier président de la Chambre des Comptes de Savoie, puis premier président au Souverain Sénat de Savoie, ambassadeur[12],[20],[27], auteur[20]. ⚭ 1) (1596) à Lucrèce Françoise de Mareschal-Duyn ; ⚭ 2) en 1610 à Madeleine de Montchenu. Il est l'auteur de la branche des marquis de Challes (éteinte en 1777) et des marquis d'Arvillars[28] éteinte en 1909.

## Personnalités
- Pierre Milliet († avant décembre 1520), juge mage de Faucigny en 1478, conseiller des ducs de Savoie[20].
- Charles-Amblard Milliet (ap. 1475-1543), fils du précédent, juge-mage de Faucigny (1517/20-1535), juge-mage de Chablais (1517, 1528 et 1530)[20].
- Claude Milliet (ap. 1475-1554), frère du précédent, docteur et recteur de l'université de Turin, juge-mage de Fauciny, ambassadeur du duc de Savoie[20].
- Louis Milliet (1527-1599), fils du précédent, baron de Faverges (1572), premier président du Sénat de Savoie, grand chancelier et ambassadeur du duc de Savoie[20]

### Branche Milliet de Faverges
- François Amédée Milliet (1559-1631), baron puis comte de Faverges (1609), conseiller d'État, premier référendaire ordinaire et maître des requêtes, chevalier de l'ordre des Saints-Maurice-et-Lazare, commandeur de Lémenc[29]. Dont une fille, Angélique, première fille d'honneur de la duchesse de Savoie, Christine de France, qui épouse le comte Anselme-Dominique de Solere[30].
- Claude Emmanuel Milliet (1597-1671), fils du précédent, premier marquis de Faverges (1644), nommé en 1639 colonel commandant le premier régiment d'infanterie en l'absence du marquis de Lullin, chevalier de l’ordre des Saints-Maurice-et-Lazare[29].
- Charles Maurice Milliet (1631-1706), fils du précédent, marquis de Faverges, capitaine en l'escadron de Savoie, gentilhomme de la Chambre, chevalier de l’ordre des Saints-Maurice-et-Lazare[29].
- Henri Milliet de Faverges (1775-1839), arrière-petit-fils du précédent, marquis de Faverges, lieutenant-général de division, major-Général, chargé en 1823 de la direction de Charles-Albert, prince de Carignan, à la guerre d'Espagne, gouverneur de Nice de mai 1827 à 1830, grand cordon de l’ordre des Saints-Maurice-et-Lazare[31].
- Auguste Milliet de Faverges (1780-1854), frère du précédent, colonel de l'État-major général et procureur du Roi à l'intendance, chevalier de l’ordre des Saints-Maurice-et-Lazare, chevalier de l'ordre royal et militaire de Saint-Louis, chevalier de l'ordre sacré et militaire constantinien de Saint-Georges, chevalier de Saint Constantin en Parme[31].
- Édouard Milliet de Faverges (1812-1890), fils du précédent, marquis de Faverges, sous-préfet de Saint-Jean-de-Maurienne, chevalier de la Légion d'honneur, chevalier de l’ordre des Saints-Maurice-et-Lazare[32]. Intendant de Maurienne (1860, destitué en septembre 1870)[33]. C'est de lui que descendent tous les Milliet de Faverges et de Challes actuels.

### Branche Milliet de Challes
- Hector Milliet (1568-1642), baron de Challes (1618) et baron d'Arvillars, premier président de la Chambre des Comptes de Savoie, puis premier président au Sénat de Savoie, ambassadeur[12],[20].
- Jean Louis Milliet (1613-1675), fils du précédent, marquis de Challes (1669), premier président de la Chambre des comptes de Savoie, conseiller d'État, président du Sénat de Savoie.
- Jean Baptiste Milliet (1671-1717), marquis de Challes, sénateur de Savoie, propriétaire du château de Challes et de l'Hôtel de Challes, à Chambéry, devenu par la suite l'Hôtel de Cordon.
- Henri Joseph Milliet (1700-1777), marquis de Challes, militaire, dernier de sa branche.

### Branche Milliet d'Arvillars
- Silvestre Milliet (1616-1685), premier marquis d'Arvillars (1678), maréchal de camp général des armées du duc de Savoie, conseiller d'État du duc de Savoie.
- Jean Louis Gabriel Milliet (1656-1724), marquis d'Arvillars, gentilhomme de la Chambre du roi de Sardaigne.
- Joseph Milliet (†1742), marquis d'Arvillars, ambassadeur du roi de Sardaigne en Espagne, gentilhomme de la Chambre du roi de Sardaigne.
- Claude Nicolas Julien Milliet (1727-1781), marquis d'Arvillars, capitaine des Dragons de la reine puis gentilhomme du roi de Sardaigne.
- Joseph Frédéric Pantaléon Milliet (1769-1794), marquis d'Arvillars, capitaine au régiment de Dragons.
- Frédéric Milliet d'Arvillars (1788-1858), marquis d'Arvillars, militaire et homme politique italien, marié le 23 septembre 1820 à Marie Anne Françoise Adélaïde de Buttet du Bourget

### Ecclésiastiques

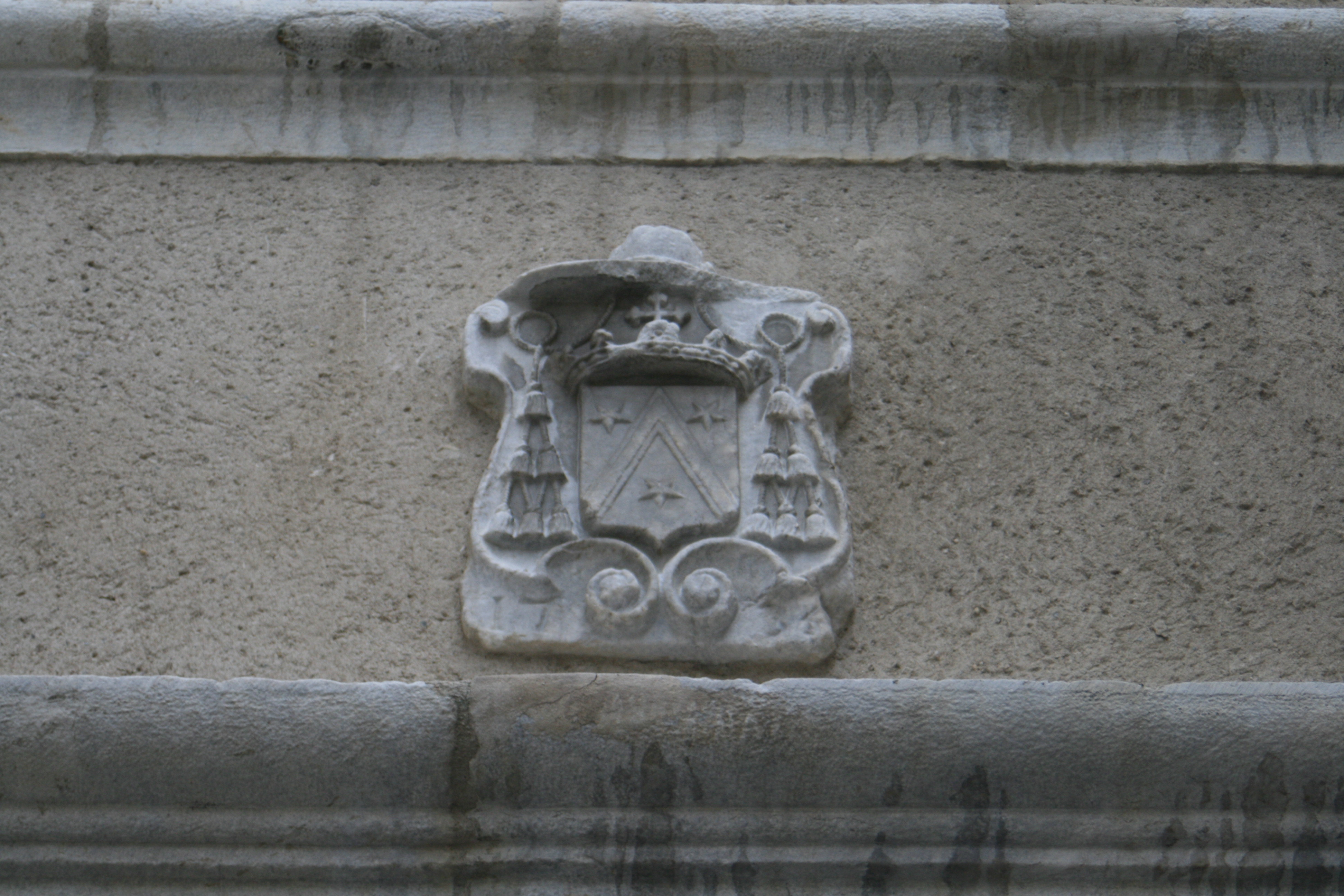
Blason de la famille Milliet située sur le fronton du palais épiscopal de Moûtiers.

La famille Milliet compte de nombreuses personnalités religieuses dont plusieurs évêques de Maurienne et archevêques de Tarentaise, pendant près d'un siècle.
- Philibert Milliet (1561-1625), fils de Louis Milliet, archevêque de Turin, évêque de Maurienne, prieur commendataire de St Pierre de Lémenc.
- Paul Milliet de Challes (1599-1656), fils de François-Amédée Milliet de Faverges, camérier du pape Urbain VIII, évêque de Maurienne et chancelier de l'Annonciade (1641)[35],[36].
- Philibert Milliet de Faverges (1601-1663), fils de François-Amédée Milliet de Faverges, évêque d'Aoste (1656-1658) puis 66e évêque d'Ivrée (1658-1663)[37].
- Claude François Milliet de Challes (Dechales) (1621-1678), fils d'Hector Milliet, prêtre jésuite. Professeur d'hydrographie à Marseille, de philosophie et de mathématiques à Lyon, il est un célèbre mathématicien et auteur de plusieurs traités sur le sujet.
- François-Amédée Milliet de Challes et d’Arvillars (1623-1703), fils d'Hector Milliet, nommé prince du Saint-Empire, sénateur de Savoie, premier président de la Chambre des Comptes et gouverneur de Savoie, archevêque-comte de Tarentaise[35],[38].
- François-Amédée Milliet d’Arvillars (1664-1744), fils de Silvestre Milliet d'Arvillars, prince de Saint-Empire, archevêque-comte de Tarentaise (1727-1744). Neveu de son prédécesseur, il a été aussi évêque d’Aoste[38].

## Noblesse et Titres
Noblesse
Selon les auteurs, la famille Milliet est anoblie soit par la charge de juge-mage de Faucigny, en 1478, soit par les lettres de chevalerie du duc de Savoie, en 1581.
Titres
(ne sont indiqués que les titres authentiques ayant fait l’objet d’une érection par un souverain)
- Baron de Faverges (10 décembre 1572)[20]
- Chevalier (1581)[20]
- Baron de Challes et d'Arvillars (1618)[10]
- Baron du Saint-Empire (branche Milliet de Challes)[28]
- Comte de Faverges (1609) puis marquis de Faverges (1644), pour la branche Milliet de Faverges subsistante[26],[39].
- Marquis de Challes (1669), pour la branche Milliet de Challes, éteinte en 1777[10],[26]
- Marquis d'Arvillars (1678), pour la branche Milliet d'Arvillars, éteinte en 1909[10]

Bien que non issue de la branche Milliet de Challes, la branche Milliet de Faverges porte depuis le titre de marquis de Challes. Henri de Woelmont, dans Les Marquis français (1919), indique qu'elle le porte « par succession » (l'auteur précise en introduction de son ouvrage qu'un titre relevé par une branche collatérale sans l'autorisation du souverain est un titre d'usage). Fernand de Saint-Simon, dans le Dictionnaire de la noblesse française (1975), indique « marquis de Challes en 1669 pour une branche éteinte ». Henri Jougla de Morenas, dans le Grand Armorial de France (1948), et Régis Valette, dans le Catalogue de la noblesse française au XXIe siècle (2007), ne mentionnent que le titre de marquis de Faverges pour la branche subsistante des Milliet de Faverges.

## Châteaux et propriétés
- Château de Faverges à Faverges. En 1526, le duc Charles III vend le château à la famille de Luxembourg-Martigues avec promesse de rachat. En 1569 Emmanuel-Philibert, duc de Savoie fait jouer la clause de rachat et vend le château à Louis Milliet, son grand chancelier qui devient baron de Faverges en 1572. Claude Emmanuel Milliet, marquis de Faverges, fait reconstruire le château[42],[43]. Au début du XIXe siècle, Gabrielle Milliet de Faverges, fille du marquis de Faverges et épouse du comte Leprotti di Fontanetto, vend le château à Jean-Pierre Duport (1756-1822), industriel lyonnais[44].
- Château de Challes à Challes-les-Eaux. Louis de Challes, gouverneur de Bourg-en-Bresse meurt en 1590, dernier de sa famille, et ses héritiers vendent le 6 avril 1594 le château de Challes à Louis Milliet, premier président de Savoie et grand chancelier[45]. Il passe ensuite dans la branche des Milliet de Faverges. À la Révolution, le château et les terres sont vendus comme biens nationaux à un homme de loi, du nom de Balmain[46].
- Château d'Arvillard à Arvillard. En 1628, Hector Milliet, premier président du Sénat achète la seigneurie d’Arvillard qui est érigée en marquisat en 1678[47]. Le château est vendu en 1804 par la marquise d'Arvillard, née Morand de Saint-Sulpice, au nom de ses trois enfants, au chevalier Jean-Joseph Escard en 1811[48].
- Maison forte de Novéry, à Minzier. Propriété de la famille de Vidomne, le château passe par mariage au marquis Milliet de Challes au XVIIIe siècle. En 1777, à la mort du marquis de Challes, le château de Novéry passe à sœur, Catherine-Françoise Milliet de Challes, veuve du marquis Marc-Antoine Costa de Beauregard, puis il est vendu au début du XIXe siècle.[réf. nécessaire]
- Château d'Esery, à Reignier-Esery. Construit à l'emplacement d'une villa gallo-romaine, il s'agit sans doute du plus ancien château construit au Moyen Âge par les sires d'Aisery. En 1807, il est acheté par la comtesse Duclos, née Louise Adélaïde Milliet d'Arvillars (fille du marquis d'Arvillars), qui le revend en 1811 au Général Comte Jean-François-Emmanuel Collomb-d’Arcine.
- Château du Buisson-Rond, à Chambéry. Propriété des familles Grange, de Maurienne, de Luyrieu, de Marcossay jusqu'à son acquisition en 1587 par Louis Milliet, grand chancelier de Savoie. Une seconde maison est alors bâtie par son petit-fils, François-Amédée Milliet de Challes, archevêque de Tarentaise. En 1793, elle appartient au marquis Joseph Frédéric Pantaléon Milliet d'Arvillars puis le Buisson-Rond est vendu en 1794 par ses héritiers à Caseli, puis au docteur Bernard, puis au comte de Boigne en 1802 qui fait élever le château actuel à la place de l'ancienne maison des Milliet de Challes.[réf. nécessaire]
- Hôtel de Challes, à Chambéry. Construit au XVIe siècle par le marquis Milliet de Challes. Devenu par la suite Hôtel de Cordon, et aujourd'hui centre d'interprétation d'histoire et d'architecture.[réf. nécessaire]
- Château de Sury à Saint-Jean-aux-Amognes (Nièvre)[49], possession depuis la fin XVIIIe siècle.

## Alliances
Les principales alliances de la famille Milliet sont : Bay (1556), Costa d'Arignano (1591), Mareschal (1596, 1646, 1665), de Solere (1610), de Montchenu (1610), Provana (1611), de Berthon de Quiers (1631), Isnardi di Castello (1633), de La Fléchère (1655), Fichet de Ponchy (1682, 1690, 1709, 1718), Duclos (1716), de Menthon (1718), Costa de Beauregard (1723, 1773), de Montfalcon (1733), d'Oncieu de La Batie (1747), de Bertrand (1766), de Zach (1806), Leprotti di Fontanetto (1807), de Buttet (1820), Slade de Maunsel-House (1824), Montanier de Vens (1847), d'Agoult (1857), Flamen d'Assigny (1887), Le Breton de Vannoise (1919), Le Mesre de Pas (1920), de Bengy-Puyvallée (1947), de Feuilhade de Chauvin (1947), de Colnet (1946), Le Bourgeois (1976), Colas des Francs (2013).